# Sekou Gassama
Sékou Gassama (nascut el 6 de maig de 1995) és un futbolista català, d'origen senegalès, que juga com a davanter.

## Carrera de club
Nascut a Granollers, Catalunya, Gassama va començar la seva carrera al planter del FC Barcelona, com a defensa central. Va acabar la seva formació amb la UD Almeria, i va debutar com a sènior amb el filial el 13 d'octubre de 2013, entrant com a substitut a la mitja part en una derrota a casa per 0-3 de Segona Divisió B contra La Roda CF.
El 14 de juliol de 2014, Gassama va signar un contracte de tres anys amb el Real Valladolid, sent destinat a l'equip B també a la tercera divisió. El 26 de gener següent va rescindir el seu contracte i es va incorporar a un altre filial, el Rayo Vallecano B de la mateixa categoria.
Gassama va continuar apareixent a la tercera i quarta categoria els anys següents, representant el Bergantiños CF, CF Badalona, UE Sant Andreu i l'Almeria B. Amb aquest últim va aconseguir l'ascens a tercera divisió marcant 21 gols, el millor registre de la seva carrera, sis d'ells només als play-off.
Gassama va ascendir definitivament a la plantilla principal de l'Almeria a Segona Divisió abans de la campanya 2018-19, i va debutar professionalment el 17 d'agost, com a titular, en una derrota per 0-1 fora de casa contra el Cadis CF. El seu primer gol professional va arribar l'11 de setembre, quan va marcar l'empat en la derrota per 2-1 fora del Málaga CF per a la Copa del Rei de la temporada.
L'1 de novembre de 2018, Gassama va marcar un doblet al final en un empat 3-3 a casa contra el Vila-real CF també per a la Copa. El 31 de gener següent, va passar al València CF Mestalla de tercera divisió cedit fins al juny.
Gassama va tornar als blanc-i-vermells per a la temporada 2019-20 ', sent la primera opció de Pedro Emanuel i marcant un doblet en el seu primer partit de la campanya, una victòria a casa per 3-0 contra l'Albacete Balompié. No obstant això, va perdre espai després de l'arribada de Darwin Núñez i Juan Muñoz, sent degradat a la suplència pel nou entrenador Guti.
El 28 de gener de 2020, Gassama va signar un contracte de quatre anys i mig amb el Reial Valladolid de la Lliga, i va ser cedit immediatament al CF Fuenlabrada fins al juny. L'1 d'octubre, va tornar a ser cedit al Fuenla per a la campanya 2020-21, però va passar la major part de la temporada alletant lesions de peus i genolls.
El 28 d'agost de 2021, Gassama es va traslladar al Màlaga CF, com a company de segona divisió, cedit per a la temporada 2021-22.

## Vida personal
Els germans de Gassama, Mamadou i Kaba, són jugadors d'handbol.